# 英国驻江孜商务委员
英国驻江孜商务委员（British trade agent based at Gyantse）是根据1904年《拉萨条约》英国派驻西藏江孜的外交官员职位。

## 历史
木龍年戰爭后，英国未取得在拉萨设立常驻代表的权利。于是1904年6月26日印度总督寇松命令印度政府草拟了《拉萨条约》的要点：建议派代表常驻拉萨，如果不成则至少在江孜设置一名代表，并予以必要时去拉萨同西藏官员和驻藏大臣商讨事务的权利，增设江孜为通商地点，这样英国人可以到拉萨活动。
1904年7月26日英国政府印度事务大臣布洛德里克复电英印政府，赞成在江孜设立商务委员。1904年9月，西藏政府与英国签订《拉萨条约》，其中第2条规定：除1893年《中英藏印续约》所规定的亚东外，增开江孜、噶大克为商埠，按亚东之例办理。
历任驻江孜商务委员：
- 鄂康诺（William F. O'Connor）：1904年10月1日随英军从拉萨回到江孜后，留驻此地成为首任商务委员。为荣赫鹏的军事秘书。
- 弗雷德里克·馬士曼·貝里（Frederick Marshman Bailey）：1905年12月23日继任。
- 鄂康诺：1906年12月15日继任。
- 弗雷德里克·馬士曼·貝里：1907年7月18日继任。
- 鄂康诺：1907年7月继任。
- 弗雷德里克·馬士曼·貝里：1907年8月1日继任。
- 肯尼迪（R.S.Kennedy）：1909年6月5日继任。
- 詹姆士·萊斯里·羅斯·魏爾中校（J.L.R.Weir）：1909年12月13日继任。
- 詹姆士·萊斯里·羅斯·魏爾中校：1911年4月1日继任。
- 大衛·麥克唐納（法语：David Macdonald）：1911年8月10日继任。
- 詹姆士·萊斯里·羅斯·魏爾中校：1911年12月30日继任。
- 大衛·麥克唐納：1912年2月15日继任。
- 巴茲爾·古德（Basil Gould）：1912年5月4日继任。
- 大衛·麥克唐納：1913年3月31日继任。
- 坎贝尔（W.L.Compbell）：1916年2月24日继任。
- 大衛·麥克唐納：1918年3月31日继任。
- 弗雷德里克·威廉姆森（Frederick Williamson）：1924年6月20日
- 瓦斯（R.L.Vance）：1926年5月31日
- 霍普金斯（A.J.Hopkinson)：1927年1月3日
- 卡纳克（H.G.Rivett-Carnac）：1928年4月3日
- 尼欧（W.J.L.Neal）：1929年3月1日
- 卡纳克（H.G.Rivett-Carnac）：1929年5月18日
- 斯密斯（D.R.Smith）：1929年9月18日
- 富赖特查尔（E.W.Fletcher）：1929年11月19日
- 卢斯（A.A.Russell）：1931年11月19日
- 渥斯（M.Worth）：1933年4月1日
- 赫尔利（Capt.P.C.Hailey）：1933年11月1日
- 白蒂（Capt R.K.M.Battey）：1935年6月20日
- 黎吉生（Richardson）：1936年7月30日
- 桑柏夫（D.G.Thornburgh）：1940年2月3日
- 辛克莱尔（Sinclair）：1940年7月20日
- 塞克（Saker）：1943年1月15日
- 巴茲爾·古德：1943年9月28日继任。
- 梅因普莱（F.H.Mainprice）：1944年5月19日
- 巴茲爾·古德：1944年8月12日继任。
- 黎吉生：1946年2月12日